# La Brea (ort)
La Brea är en ort i Honduras.   Den ligger i departementet Departamento de Colón, i den centrala delen av landet, 230 km nordost om huvudstaden Tegucigalpa. La Brea ligger 45 meter över havet och antalet invånare är 1 055.
Terrängen runt La Brea är varierad. Runt La Brea är det ganska tätbefolkat, med 56 invånare per kvadratkilometer. Närmaste större samhälle är Tocoa, 13,4 km söder om La Brea. Omgivningarna runt La Brea är en mosaik av jordbruksmark och naturlig växtlighet.